# Buruanga
Buruanga ist eine philippinische Stadtgemeinde in der Provinz Aklan. Sie hat 19.003 Einwohner (Zensus 1. August 2015). Teile des Northwest Panay Peninsula Natural Park liegen auf dem Gebiet der Gemeinde.

## Baranggays
Buruanga ist politisch unterteilt in 15 Baranggays.
- Alegria
- Bagongbayan
- Balusbos
- Bel-is
- Cabugan
- El Progreso
- Habana
- Katipunan
- Mayapay
- Nazareth
- Panilongan
- Poblacion
- Santander
- Tag-osip
- Tigum